# Kis Éva (radiológus)
Kis Éva (Budapest, 1949. április 27. –) radiológus, gyermekradiológus, gyermekgyógyász, szakorvos, főiskolai tanszékvezető egyetemi docens.

## Életpálya
1968–1974 között a Semmelweis Orvostudományi Egyetem Általános Orvostudományi Karára járt és ott szerzett diplomát. 1978-ban csecsemő- és gyermekgyógyászatból, 1987-ben radiológiából, 2003-ban pedig gyermekradiológiából tett szakvizsgát. PhD tudományos fokozatát 1993-ban szerezte meg a képalkotó vizsgáló módszerek szerepe a húgyúti rendellenességek diagnosztikájában csecsemő- és gyermekkorban témakörben. Fő érdeklődési területe a gyermekradiológia, elsősorban a hasi és mellkasi betegségek röntgen, UH, CT, MR diagnosztikája.
1974–1984 között a SOTE II. Gyermekklinikán dolgozott gyermekgyógyászként, majd – Dr. Görgényi Ákos hatására ötvözve a két szakirányt – radiológusként 1984–1995 között a Radiológiai Klinikán, 1986-tól az I. Gyermekklinikai részlegen, 1995–2014 között pedig a Semmelweis Egyetem I. Gyermekklinikán, 1990-től radiológiai osztályvezetőként. Semmelweis Egyetem I. Gyermekklinikán röntgen és ultrahang osztályvezető.
Egyetemi oktató – orvostanhallgatók, rezidensek, szakorvosok képzésében vesz részt. 2010–2014 között tanszékvezető volt a Semmelweis Egyetem Egészségtudományi Karán, a Képalkotó, Diagnosztikai és Analitikus Tanszéken. 1991-ben egyetemi adjunktus, 1996-tól egyetemi docens lett. Részt vesz a radiológus, gyermekgyógyász rezidensképzésben. Orvos-továbbképző előadásokat tart szakorvosjelöltek és szakorvosok részére radiológia, gyermekgyógyászat, sebészet, pulmonológia, gasztroenterológia, neurológia területeken. Gyermekradiológiai tanfolyamokat szervez. Angol és német előadások, gyakorlatok keretében is oktat.
Több helyen publikál. Ezek mellett több hazai és nemzetközi gyermekradiológiai konferencia és továbbképző kurzus szervezője. Számos hazai és nemzetközi tudományos társaság tagja, az Európai Gyermekradiológus Társaság (ESPR) tiszteletbeli tagja. Heidelbergben és Torontóban tanulmányúton vett részt, 2004 óta pedig több alkalommal dolgozott, tanított önkéntesként Tanzániában, Indiában, Kambodzsában és Malawiban. Több szaklap rovatvezetője, lektora, szerkesztőbizottsági tagja.
Férje Meczner János rendező, színigazgató. Két gyermekük van, Meczner Vera (1981) művészmenedzser, Meczner András (1983) orvos.

### Kiemelt területei
- Mellkas, csontrendszer röntgendiagnosztika
- Újszülött és gyermek has, lágyrész, nyaki ultrahangvizsgálat

### Külföldi tanulmányútjai
- 1990: Heidelberg - Kinderklinik – 2 hónap tanulmányút
- 1992: Toronto - Hospital for Sick Children 6 hét tanulmányút
- 2004: Tanzánia KCMC - önkéntes, oktatás
- 2010: India – Raxaul, Duncan Hospital – önkéntes, oktatás
- 2012, 2013: Kambodzsa - Angkor Childrens Hospital – önkéntes, oktatás
- 2015: Malawi - Lilongwe, Blantyre – gyermekradiológiai oktatás[7]

### Kongresszusszervező tevékenysége
- 1992: Európai Gyermekradiológus Kongresszus (ESPR), Budapest – titkár
- 2002: Európai Gyermekradiológus Társaság Musculoskelatalis Postgraduális kurzus, Budapest – szervező
- 2005–2008: ECR – Pediatric Subcommitte – tag
- 2013: ESPR (European Society of Pediatric Radiology) 50. jubileumi kongresszus – elnök

### Tudományos társaságoknál vállalt szakmai-közéleti tevékenysége
- Magyar Gyermekorvosok Társasága
- Magyar Radiológusok Társasága – vezetőségi tag[8]
Gyermekradiológus szekció – vezetőségi tag, titkár[8]
Ultrahang szekció – vezetőségi tag[8]
- Európai Gyermekradiológus Társaság – vezetőségi tag, 2012-2013 között elnök
- Német Gyermekradiológus Társaság (GPR)
- Európai Radiológus Társaság (ESR)
- Alapítvány a Magyar Gyermekradiológiáért – kuratóriumi tag[8]
- Gyermekradiológiai szakvizsga – vizsgabizottsági tag[8]
- Gyermekradiológiai Szakmai grémium – elnök[8]
- Radiológiai Szakmai Grémium – tag[8]
- Neuroradiológiai Szakmai grémium – tag[8]

### Szerkesztőségi tagsága, lektori tevékenysége
- Gyermekgyógyászat – rovatvezető,[9] lektor, szerkesztőbizottsági tag[8]
- Magyar Radiológia – rovatvezető, lektor, szerkesztőbizottsági tag[8]
- Yearbook of Pediatric Radiology – szerkesztőbizottsági tag[8]
- Pediatric Radiology – lektor[8]
- European Journal of Radiology – lektor[8]
- Pediatrics Today – lektor[8]

## Publikációi
2018-ig publikált 131 közleményt – ebből 37 külföldi, 17 hazai idegen nyelvű – és 8 könyvfejezet – ebből 2 könyv szerkesztője is volt.
Könyvei szerkesztő- és szerzőként
- Gyermekradiológiai esetek (Semmelweis Kiadó, Budapest, 2004)
- A gyermekradiológia alapjai (Semmelweis Kiadó, Budapest, 2010)

## Díjai
- Gefferth Károly-emlékérem (2005)[10]
- Schoepf-Merei Ágost-emléklap (2007)[11]
- Lélek Imre-emlékérem (2009)[12]
- Alexander-emlékérem (2009)[13]
- Pro Sanitate díj (Emmi Egészségügyért Felelős Államtitkárság, Semmelweis-nap, 2012)[14][15]
- Flesch Ármin-díj (a gyermekradiológia területén végzett munkásságáért, 2015)[16]
- Európai Gyermekradiológus Társaság (ESPR) tiszteletbeli tagsága (2016)